# キアンブ (カウンティ)
キアンブ（スワヒリ語: Wilaya ya Kiambu、英語: Kiambu County）は、ケニアの旧中央州南部のカウンティ。
中心都市はキアンブ。
2009年の人口は162万3282人。
首都を含むナイロビ (カウンティ)の北に位置し、面積の60%が都市化されている。

## 人口
- 1979年8月24日：68万6290人
- 1989年8月24日：91万4412人
- 1999年8月24日：138万9723人
- 2009年8月24日：162万3282人[2]

## 隣接カウンティ
- 北：ムランガ (カウンティ)
- 東： マチャコス (カウンティ)
- 南： ナイロビ (カウンティ)
- 南西： カジアド (カウンティ)
- 西： ナクル (カウンティ)
- 北西： ニャンダルア (カウンティ)

## 民族
- キクユ族

## 主要都市
- ルイル：23万6961人(2009年)
- キクユ：19万208人(2009年)
- シカ（英語版）：13万6576人(2009年)
- カルリ（英語版）：9万9739人(2009年)
- キアンブ（英語版）：7万6093人(2009年)(中心都市)
- リムル（英語版）：6万1336人(2009年)

## ナイロビ首都圏

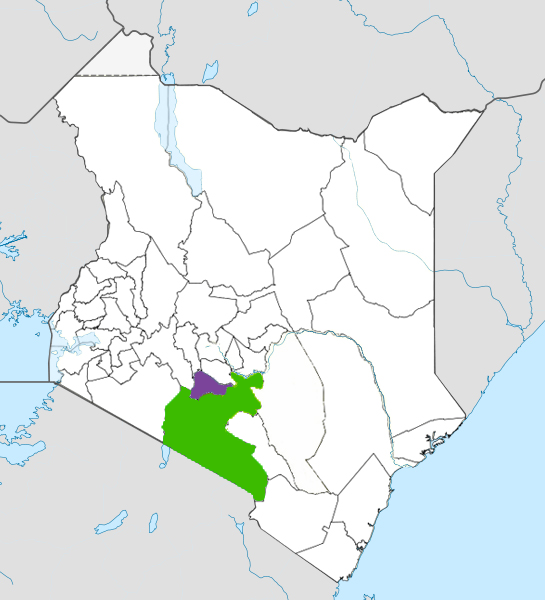
キアンブ (カウンティ)が紫、その他のナイロビ首都圏が緑

キアンブ (カウンティ)は、ケニアの富の60%を生産するナイロビ首都圏の4つのカウンティの1つである。
| 地区         | カウンティ     | 面積(km2) | 2009年の人口 | 都市                                                                                       |
| ------------ | -------------- | --------- | ------------ | ------------------------------------------------------------------------------------------ |
| 中央ナイロビ | ナイロビ       | 694.9     | 3,138,369    | ナイロビ                                                                                   |
| 北部地区     | キアンブ       | 2,449.2   | 1,623,282    | カルリ・キアンブ・キクユ・シカ・リムル・ルイル                                             |
| 南部地区     | カジアド       | 21,292.7  | 687,312      | オルケジュアド・オンガタ・ロンガイ・カジアド・キセリアン・キテンジェラ・ビッシル・ンゴング |
| 東部地区     | マチャコス     | 5,952.9   | 1,098,584    | アシ川・カングンド・タラ・マチャコス                                                       |
| 全体         | ナイロビ首都圏 | 30,389.7  | 6,547,547    |                                                                                            |

 Source: NairobiMetro/ Kenya Census
| カウンティ | %    |
| ---------- | ---- |
| ナイロビ   | 100  |
| キアンブ   | 60.8 |
| マチャコス | 52   |
| カジアド   | 41.4 |
| ケニア平均 | 32.3 |

 Source: OpenDataKenya
| カウンティ | %    |
| ---------- | ---- |
| カジアド   | 11.6 |
| キアンブ   | 21.8 |
| ナイロビ   | 22   |
| マチャコス | 59.6 |
| ケニア平均 | 45.9 |

 Source: OpenDataKenya Worldbank

## 中央州
| カウンティ   | %    |
| ------------ | ---- |
| キアンブ     | 60.8 |
| ニエリ       | 24.5 |
| ニャンダルア | 18.5 |
| ムランガ     | 16.3 |
| キリニャガ   | 15.8 |
| ケニア平均   | 32.3 |

 Source: OpenDataKenya
| カウンティ   | %    |
| ------------ | ---- |
| キリニャガ   | 25.2 |
| ムランガ     | 28.5 |
| キアンブ     | 28.9 |
| ニエリ       | 32.7 |
| ニャンダルア | 46.6 |
| ケニア平均   | 45.9 |

 Source: OpenDataKenya Worldbank

## 著名人

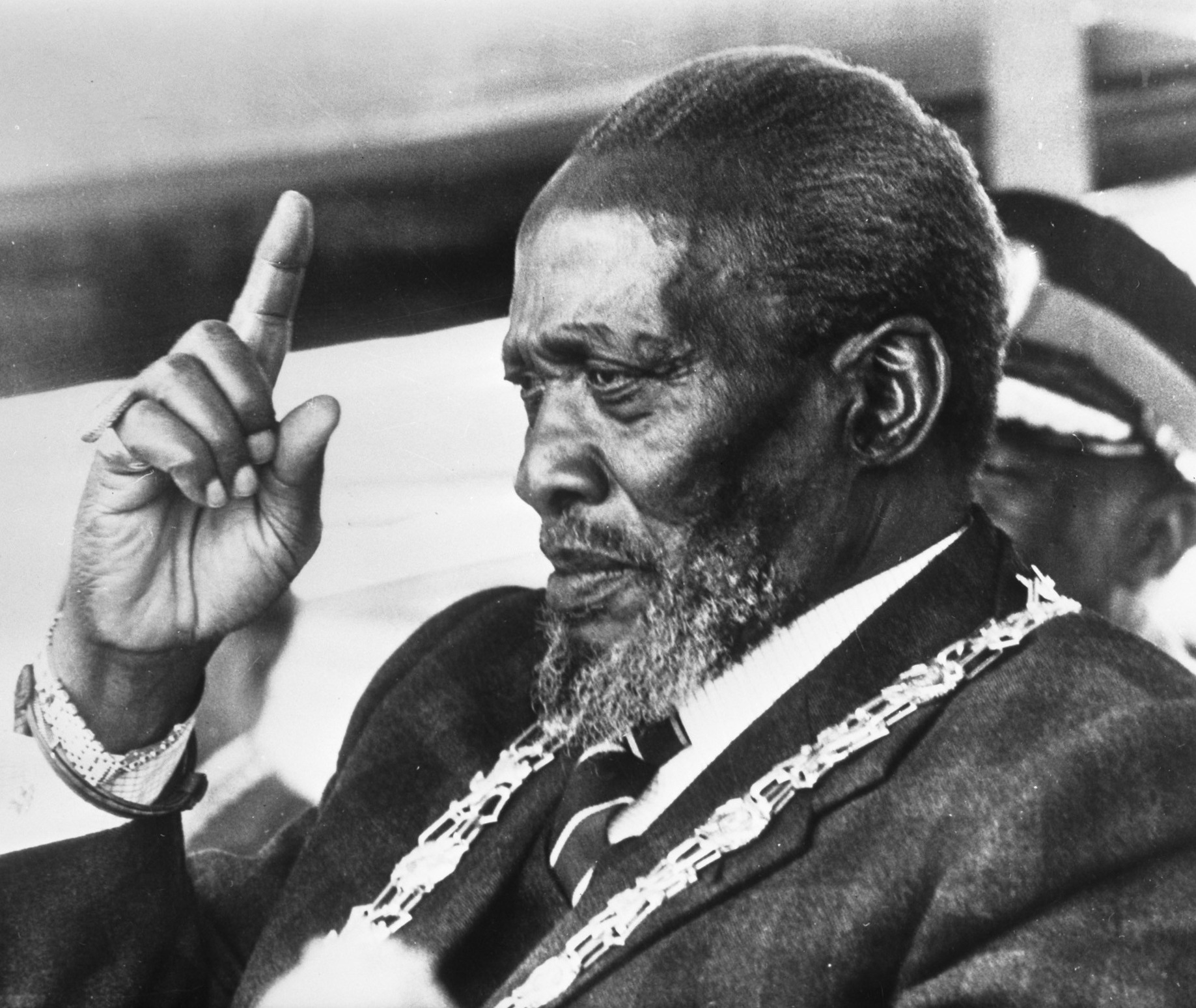
ジョモ・ケニヤッタ

- ジョモ・ケニヤッタ(Jomo Kenyatta)
  - 1893年10月20日～1978年8月22日
  - 初代首相(1963年12月12日～1964年12月12日)
  - 初代大統領(1964年12月12日～1978年8月22日)

- チャールズ・ンジョンジョ（英語版）(Charles Njonjo)
  - 1920年～
  - 法務長官(1963年～1979年)
  - 憲法事項庁長官(1980年～1983年)

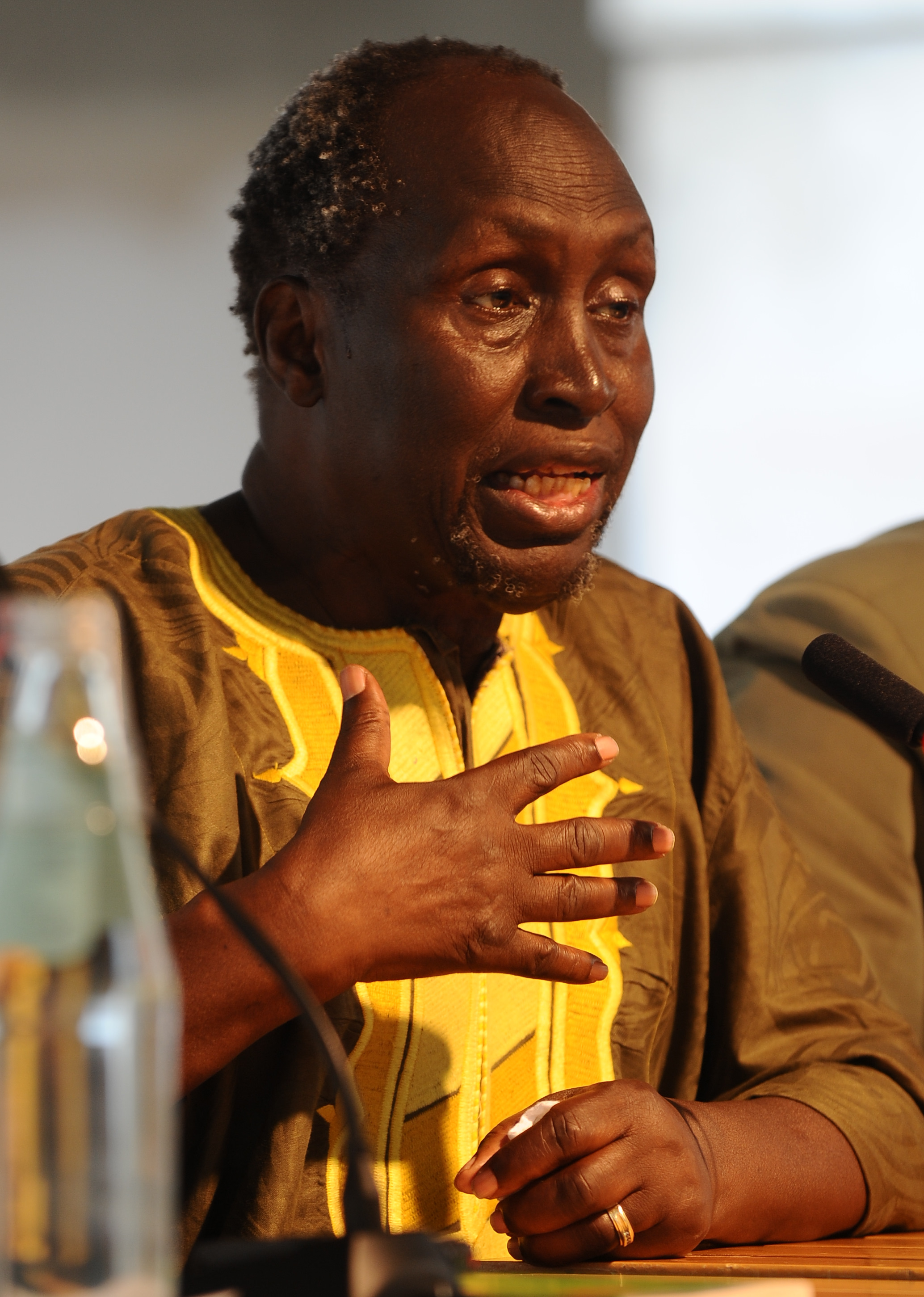
グギ・ワ・ジオンゴ

- グギ・ワ・ジオンゴ(Ngũgĩ wa Thiong'o)
  - 1938年1月5日～
  - 作家
  - 代表作「したい時に結婚するわ」

- ウィルフレッド・キボロ（英語版）(Wilfred Kiboro)
  - 1944年8月7日～
  - en:Nation Media GroupのCEO

- スタンレー・ムンガ・ギスングリ（英語版）(Stanley Munga Githunguri)
  - 1945年2月17日～
  - 億万長者

- ポール・ムイテ（英語版）(Paul Muite)
  - 1945年4月18日～
  - 弁護士・政治家
  - ケニア民主主義回復会議（英語版）副議長

- ウフル・ケニヤッタ(Uhuru Muigai Kenyatta)
  - 1961年10月26日～
  - 第4代大統領(2013年4月9日～)